# Futebolista sul-americano do ano 1981
O prêmio de jogador sul-americano do ano foi atribuído a partir do ano de 1971 até 1992
pelo jornal venezuelano "El Mundo". Esse prêmio foi aberto para qualquer jogador sul-americano e foi reconhecido como oficial até o ano de 1985, sendo substituído posteriormente pelo jornal uruguaio, "El País", que recebeu status de oficial em 1986, passando a se chamar "Rei de futebol da América", elegendo somente jogadores sul-americanos e de clubes da América do Sul.

## Melhores jogadores do ano
Escolhidos pelo diário venezuelano "El Mundo", por escritores de futebol da América do Sul. Qualquer jogador sul-americano era  elegível, não importando qual país ou continente ele jogasse.

Top 10
Vencedores
```
 1. 
Zico
                          
Brasil
     
 
Flamengo
 (Bra)

 2. 
Diego Maradona
                
Argentina
  
 
Boca Juniors
 (Arg)

 3. 
Junior
                        Brasil     
 
Flamengo
 (Bra)
```

```
 4. 
Julio César Uribe
             
Peru
       
 
Sporting Cristal
 (Per)

 5. 
Patricio Yáñez
                
Chile
      
 
Club Deportivo San Luis
 (Chi)

 6. 
Passarella
                    Argentina  
 
River Plate
 (Arg)

 7. 
Falcão
                        Brasil     
 
A.S. Roma
 (Ita)

 8. 
Sócrates
                      Brasil     
 
Corinthians
 (Bra)

 9. 
Elías Figueroa
                Chile      
 
Fort Lauderdale Strikers
 (USA)

 10. 
Rubén Paz
                    
Uruguai
    
 
Peñarol
 (Uru)
```

- Regulamento: Somente os três primeiros são premiados:

1. Bola de ouro
2. Bola de prata
3. Bola de bronze